# Estrada do Caracórum

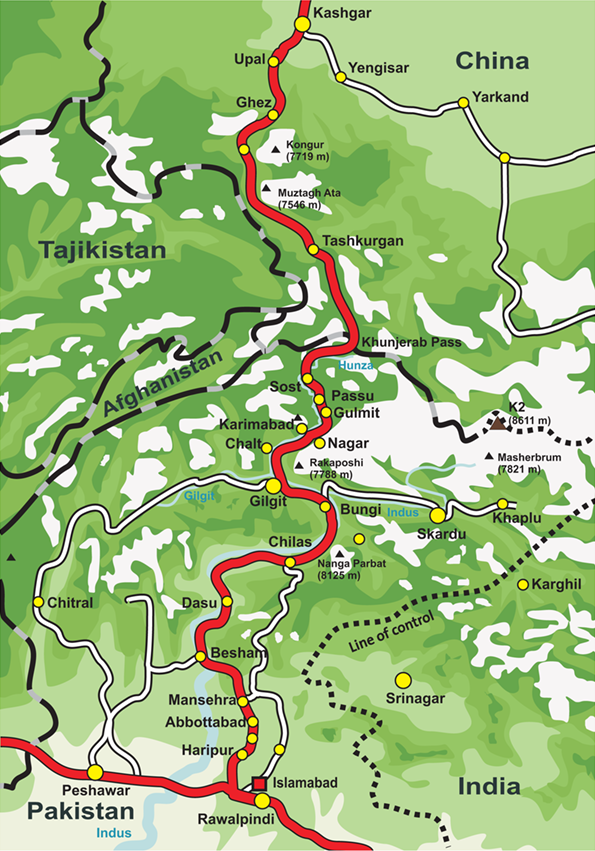
Mapa da estrada do Caracórum

A estrada do Caracórum (em urdu:  شاہراہ قراقرم‎), também chamada de N-35 ou Estrada Nacional N-35 (em urdu:  قومی شاہراہ 35‎), é a estrada pavimentada internacional que alcança maior altitude. Liga a República Popular da China (N35 Karakoram Hwy) ao Paquistão (G314 National Rd) através das montanhas do Caracórum. Conhecida pelos chineses como a "autoestrada da amizade", atravessa o passo de Khunjerab a uma altitude confirmada de 4693 msnm (15397 pés) nas coordenadas geográficas 36º51'N 75º25'40"E.
A estrada do Caracórum, também conhecida pela abreviatura em inglês KKH (Karakoram Highway), une as cidades de Kashgar na China à capital paquistanesa, Islamabad. O seu percurso, de 1300 km, 400 dos quais são em território chinês, segue parte da antiga Rota da Seda.
A estrada atravessa a zona da região de Caxemira, em eterna disputa entre a Índia e o Paquistão, o que a converteu em ponto de vital importância estratégica e militar.
Após mais de vinte anos de trabalhos, a estrada do Caracórum foi inaugurada oficialmente no mês de agosto de 1982, no seu trecho no Paquistão. Em 1986 foi inaugurada o trecho na China. Trata-se de um projeto conjunto entre o governo do Paquistão e o da China. A construção desta via custou a vida a numerosos trabalhadores, que morreram sobretudo por culpa de quedas ou de deslizamentos de terras. Diz-se que a autoestrada cobrou uma vida por cada um dos seus quilómetros.[carece de fontes?]
A estrada converteu-se num importante destino turístico graças à beleza e peculiaridade das paisagens que atravessa. Destacam-se o vale de Hunza na fronteira entre Paquistão e China. A rota é atravessada por diversos glaciares, como os que se encontram perto da pequena povoação de Passu ou da de Gulmit.
Devido à sua alta elevação e às difíceis condições em que foi construída é muitas vezes referida como a Oitava maravilha do mundo.

## Turismo

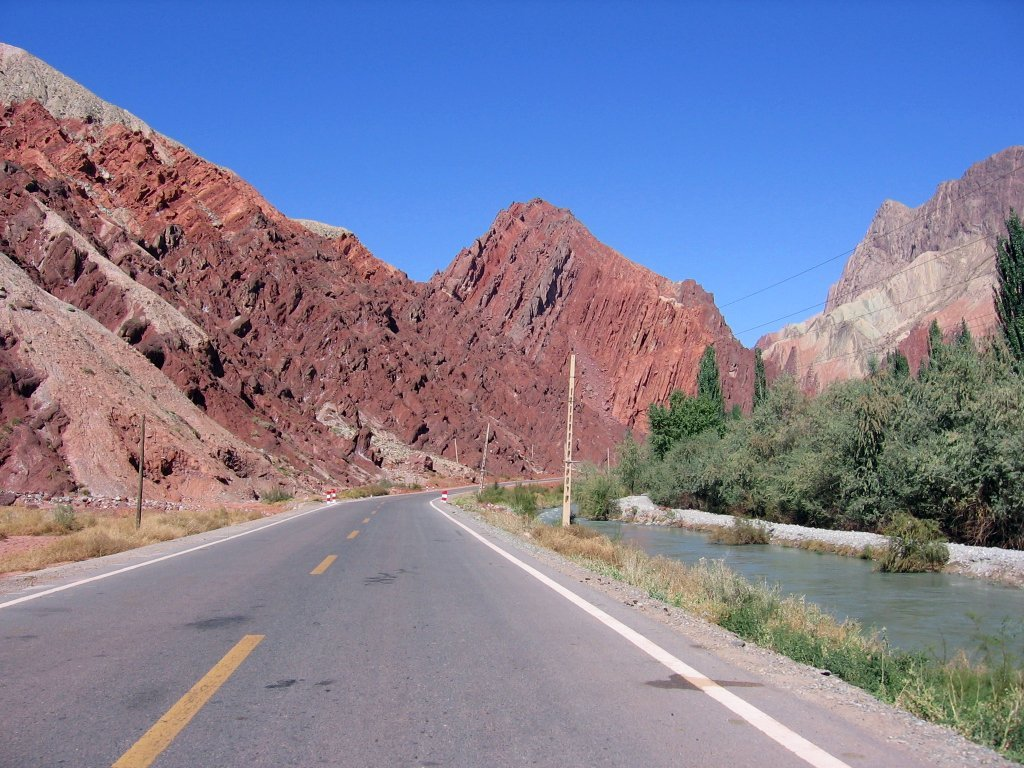
A estrada do Caracórum ao passar na província chinesa de Xinjiang.

A estrada do Caracórum converteu-se em destino atrativo para o turismo de aventura, pois serve aos montanhistas como um acesso mais fácil a muitas montanhas, glaciares e lagos na área. Este caminho dá acesso por estrada a Gilgit e Skardu, a partir de Islamabad. Atravessando a fronteira China-Paquistão, conecta a lendária Tashkurgan.
Depois dos acontecimentos do 11 de setembro em 2001, foi reduzido o tráfego de turistas por essa estrada, pelos problemas políticos no Paquistão. Mesmo assim, a estrada atrai uma boa quantidade de turistas, procedentes principalmente de países de língua não inglesa (incluindo muitos europeus).[carece de fontes?]

### Montanhas e glaciares
A estrada do Caracórum serve como via de comunicação para a maioria dos picos das áreas do norte do Paquistão e vários picos de Xinjiang na China. As regiões incluem alguns dos glaciares de maior extensão do mundo, como o Glaciar Baltoro. Por esta estrada pode-se aceder de uma ou outra forma aos cinco picos de mais de 8000 metros do Paquistão. Estes incluem:
- K2, na fronteira entre China e Paquistão. O segundo mais alto do mundo, com 8611 metros.
- Nanga Parbat, Paquistão, 9.º mais alto do mundo com 8125 metros.
- Gasherbrum I, no limite entre China e Paquistão, 11.º mais alto do mundo com 8080 metros.
- Broad Peak, no limite entre China e Paquistão, 12.º mais alto do mundo com 8047 metros.
- Gasherbrum II-IV, Paquistão, os 13.º e 17.º mais altos do mundo com 8035 e 7.932 metros.
- Masherbrum (K1), Paquistão, 22.º mais alto do mundo com 7.821 metros.
- Muztagh Ata, China, 7546 metros.
- Kongur Tagh, China, 7719 metros.

### Lagos
Através da estrada do Caracórum também se pode aceder a vários lagos:
- lago Karakul em Xinjiang (China)
- lago Sheosar nas planícies de Deosai (Paquistão)
- lago Satpara em Skardu (Paquistão)
- lago Shangrila em Skardu (Paquistão)
- lago Rama perto de Astore (Paquistão)

### Planícies de Deosai
As planícies de Deosai, as segundas mais altas do mundo, situadas a 4115 metros de altitude, estão a sul de Skardu, a leste do vale de Astore. As planícies cobrem uma área de 3000 km2. Esta área foi declarada Parque Nacional de Deosai em 1993.

### Arte rupestre
Há mais de 20000 peças de arte rupestre ao longo da estrada do Caracórum, nas áreas situadas no norte do Paquistão, que se concentram em dez lugares principais entre o Hunza e Shatial. As inscrições foram deixadas por diversos invasores, comerciantes e peregrinos que utilizaram a rota de comércio, bem como por locais. Os mais modernos datam de entre os anos 5000 a.C. e 1000 a.C., mostrando imagens de animais, humanos e cenas de caça nas quais os animais são maiores que os caçadores. Estas imagens foram gravadas na rocha com ferramentas de pedra, e foram-se cobrindo com uma grossa camada de óxido que permite calcular a sua idade.
O arqueólogo Karl Jettmar foi reconstruindo a história da zona através de várias inscrições, e escreveu as suas descobertas nas suas obras Rockcarvings and Inscriptions in the Northern Areas of Pakistan e Between Gandhara and teh Silk Roads - Rock carvings Along the Karakoram Highway.

## Serviço de transporte entre Gilgit e Kashghar
Em março de 2006, os respetivos governos anunciaram que a partir de 1 de junho desse ano, haveria um serviço diário de autocarro / ônibus através da fronteira a partir de Gilgit no Paquistão, até Kashgar, na China. Também anunciaram o projeto de alargametno da estrada num trecho de 600 km.

## Clima
A melhor época para circular pela estrada do Caracórum é a primavera e o início do outono. No inverno as fortes tempestades de neve podem cortar a estrada por períodos de tempo prolongados, e em julho e agosto as chuvas de monção provocam às vezes avalanches de barro que bloqueiam a estrada durante horas.
O posto de fronteira entre China e Paquistão só está aberto entre 1 de maio e 15 de outubro de cada ano.

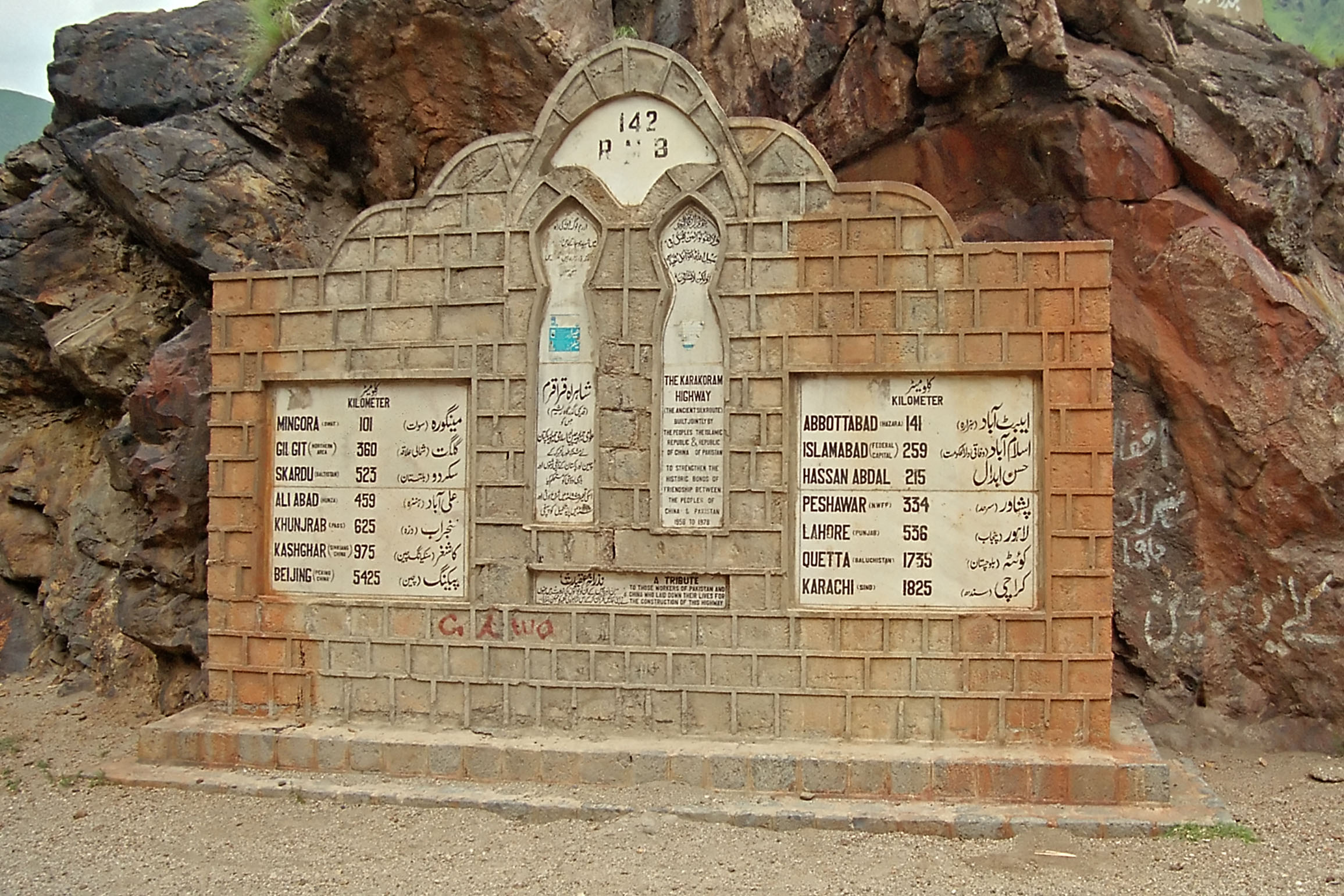
Início da estrada do Caracórum no Paquistão

## História
A estrada foi construida pelos governos do Paquistão e da China, e ficou completa em 1978, após vinte anos de trabalho. Na construção morreram várias centenas de trabalhadores chineses e paquistaneses, a maioria em deslizamentos de terras e quedas. A rota que segue a estrada é um dos muitos caminhos da antiga Rota da Seda.
No lado paquistanês a estrada foi construida pela Organização de Trabalhos da Fronteira, utilizando o corpo de engenheiros do exército paquistanês.
Devido ao estado de tensão do conflito entre Índia e Paquistão pela região de Caxemira, a estrada do Caracórum tem uma grande importância estatégico-militar.

## Deslizamento de terras de Atabad
Em janeiro de 2010 ocorreu um importante deslizamento de terras perto da localidade de Atabad, que implicou o encerramento da Estrada do Carakórum, principalmente pela obstrução do rio Hunza e a posterior inundação do vale, origem do atual lago Attabad. Embora se tenha criado um serviço de transporte fluvial, a sua insuficiência, agudizada pela congelação invernal do lago, bem como as dificuldades encontradas para reduzir a altura do dique, têm obrigado a planificar a construção de um novo traçado para a estrada, que estava previsto finalizar em 2014.